# René Reygaerts

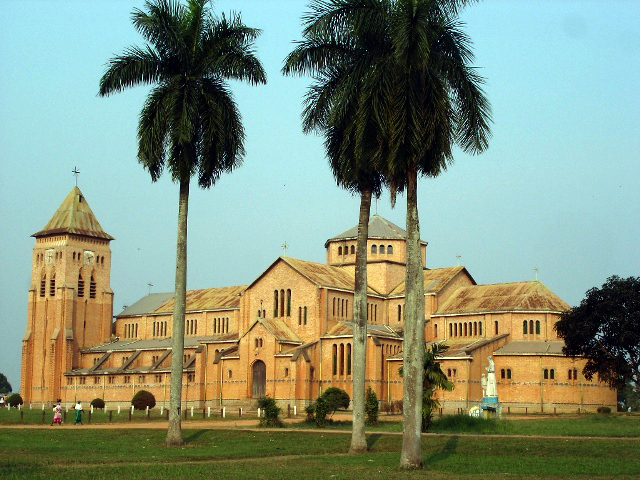
De Onze-Lieve-Vrouw-der-Zeven-Weeënkathedraal in Kisantu, voorheen jezuïetenkerk.

René Reygaerts (13 juli 1881 - 11 januari 1972) was een Belgische scheutist die religieuze architectuur ontwierp in Belgisch-Congo en ook een groot voetbalstadion.

## Levensloop
Als boerenzoon uit een gezin met zeven kinderen werd Reygaerts metsersgast bij zijn schoonbroer. Tijdens werken in een vrouwenklooster wekte literatuur zijn belangstelling voor missionering. Hij werd naar de scheutisten verwezen, die hem opnamen als lekenbroeder en in 1912 naar Congo stuurden.
Hij kwam eerst terecht in Kangu in de Mayombe, waar hij de kerk vernieuwde en voorzag van een nieuwe gevel en torens naar eigen ontwerp. Regelmatig verhuisde hij naar een nieuwe missiepost om kerken of klaslokalen te bouwen. Al in 1913-14 nam Reygaerts het project voor de Sint-Annakerk van Leopoldstad over van een medebroeder (tegenwoordig de kathedraal van Kinshasa). In 1920 ontwierp hij het bijhorende procuratiehuis. Voor de jezuïeten in Kisantu tekende hij de bakstenen Onze-Lieve-Vrouw-der-Zeven-Weeënkerk in Toscaanse stijl (1926-1936). Verder stond broeder René onder meer in voor de neoromaanse Sint-Pieterskerk met missiehuis te Umangi en voor de Sint-Hermeskerk van Lisala (1926-27).
Na de Tweede Wereldoorlog keerde Reygaerts terug naar België, maar pater Raphaël de la Kethulle haalde de 67-jarige in 1947 weer naar Leopoldstad om zijn droom te realiseren: het monumentale Stade Roi Baudouin. Hij kreeg hiervoor assistentie van Gérard Stulens en liet de plannen ondertekenen door gediplomeerd architect Marcel Van Hentenryck. Bij de opening in 1952 bood het betonnen stadion plaats aan 75.000 toeschouwers, waarvan 9.000 zitplaatsen.
Na de Dipenda verliet Reygaerts Congo definitief. Hij stierf op hoge leeftijd en ligt begraven in het scheutistenkerkhof van Schilde. De informatie over zijn werk is karig, maar hij behoort tot de weinige broeders-architecten over wie überhaupt gegevens beschikbaar zijn.